# Mormoops magna
Mormoops magna (Silva-Taboada, 1974) è un pipistrello della famiglia dei Mormoopidi vissuto sull'isola di Cuba.

## Descrizione
Conosciuta soltanto attraverso due omeri fossili rinvenuti in una grotta della Provincia di Sancti Spíritus, sull'isola di Cuba. Si trattava della specie più grande del genere Mormoops.